# Линдејл (Џорџија)
Линдејл (енгл. Lindale) насељено је место без административног статуса у америчкој савезној држави Џорџија.

## Демографија
По попису из 2010. године број становника је 4.191, што је 103 (2,5%) становника више него 2000. године.
| Група             | 2000.         | 2010.         |
| Белци             | 3.835 (93,8%) | 3.711 (88,5%) |
| Афроамериканци    | 73 (1,8%)     | 178 (4,2%)    |
| Азијати           | 11 (0,3%)     | 47 (1,1%)     |
| Хиспаноамериканци | 112 (2,7%)    | 206 (4,9%)    |
| Укупно            | 4.088         | 4.191         |